# 四ノ宮浩
四ノ宮 浩（しのみや ひろし、1958年5月16日 - ）は、日本の映画監督。宮城県仙台市出身。

## 経歴
宮城県仙台第二高等学校卒、日本大学経済学部中退。大学在学中は天井桟敷に入団。1986年に監督してデビューする。

## 監督作品
- 六本木令嬢 ふ・し・だ・ら（1987年）
- 忘れられた子供たち　スカベンジャー（1995年）
- 神の子たち（2001年）
- 戦争と平和（2004年）
- BASURA バスーラ（2009年）
- わすれないふくしま（2013年）

## 著書
- 忘れられた子供たち スカベンジャー（1997年、中央法規出版、ISBN 978-4805815618）

## 主な受賞歴
- 第44回マンハイム国際映画祭 ベストドキュメンタリー賞 受賞（ドイツ）
- エコメディア国際環境映画祭 1995 Hoimar von Ditfurth賞 受賞（ドイツ）
- 第4回地球環境映像祭 社会環境映像賞 受賞（日本）
- Encontros Internacionais de CINEMA 1996 ベストドキュメンタリー賞 受賞（ポルトガル）
- 第5回シネマンビエンテ環境映画祭 グランプリ 受賞（イタリア）